# Assistive Technology Service Provider Interface
En informatique, AT-SPI (Assistive Technology Service Provider Interface) est une interface pour fournir un service d'assistance aux personnes handicapées, il améliore l'accessibilité aux applications et est inclus dans le projet GNOME. Cette boîte à outils (toolkit) fournit une représentation logique du contenu d'une application. Cette interface peut être utilisée en interne par les lecteurs d'écran.
Cette interface peut être utilisée avec GTK+2, Java/Swing, Mozilla Firefox, StarOffice/OpenOffice. La société norvégienne Trolltech a annoncé son support par la bibliothèque Qt de KDE.